# محمدجواد آزاده
محمدجواد آزاده (زادهٔ ۱۲ آذر ۱۳۷۸ در ساری) بازیکن فوتبال اهل ایران است که در پست هافبک دفاعی برای باشگاه باشگاه فوتبال شمس‌آذر در لیگ برتر خلیج فارس بازی می‌کند.
وی سابقه دعوت به تیم ملی فوتبال زیر ۲۳ سال ایران را نیز دارد.